# Pherusa monilifera
Pherusa monilifera är en ringmaskart som först beskrevs av Delle Chiaje 1841.  Pherusa monilifera ingår i släktet Pherusa och familjen Flabelligeridae. Inga underarter finns listade i Catalogue of Life.